# Carenses
Les Carenses sont un ancien peuple antique de Sardaigne.

## Histoire
Décrits par Ptolémée (III, 3), les Carenses habitaient au Sud des Coracenses et aussitôt au Nord des Salcitani et des Lucuidonenses.